# Katoptromantie

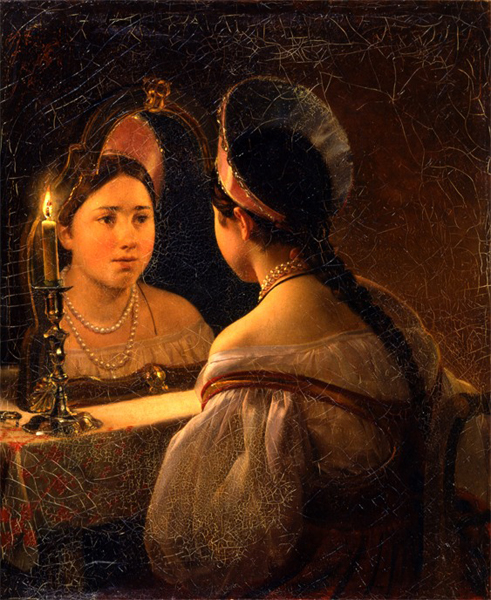
Die Wahrsagerin Svetlana beim Blick in den Spiegel. Gemälde von Karl Pawlowitsch Brjullow (1836).

Die Katoptromantie (griechisch katoptron, Spiegel und manteia, Weissagung) ist eine Form der Wahrsagerei, bei der man in eine spiegelnde Oberfläche blickt.  Ziel der Katoptromantie ist die Vorhersage der Zukunft (Präkognition), die Erkenntnis von verborgenen Sachverhalten aus der Vergangenheit (Retrokognition) oder auch die Erkundung von verborgenen Gegenständen. Die Katoptromantie gilt als spezielle Art der Hydromantie, bei der Erscheinungen in und über Wasseroberflächen beobachtet werden.

## Begriffsbildung
Die Wahrsagung aus Spiegeln wird erstmals im 16. Jahrhundert von Gerolamo Cardano als Katoptromantie bezeichnet. In Meyers Konversations-Lexikon von 1907 wird der Begriff der Katoptromantie ausgeweitet und umfasst Spiegelungen auf Wasseroberflächen oder Kristallen, in polierten Becken oder Bechern und in Spiegeln aus Metall, Glas oder Obsidian. Sofern der Begriff der Katoptromantie heute in der Literatur verwendet wird, versteht man darunter meistens die Katoptromantie im engeren Sinne, also die Wahrsagung anhand von Spiegeln. Erfolgt die Spiegelung an anderen spiegelnden Oberflächen, so spricht man auch von Kristallomantie. Im englischsprachigen Raum verwendet man die Bezeichnung catoptromancy auch für beliebige spiegelnde Oberflächen.

## Geschichte

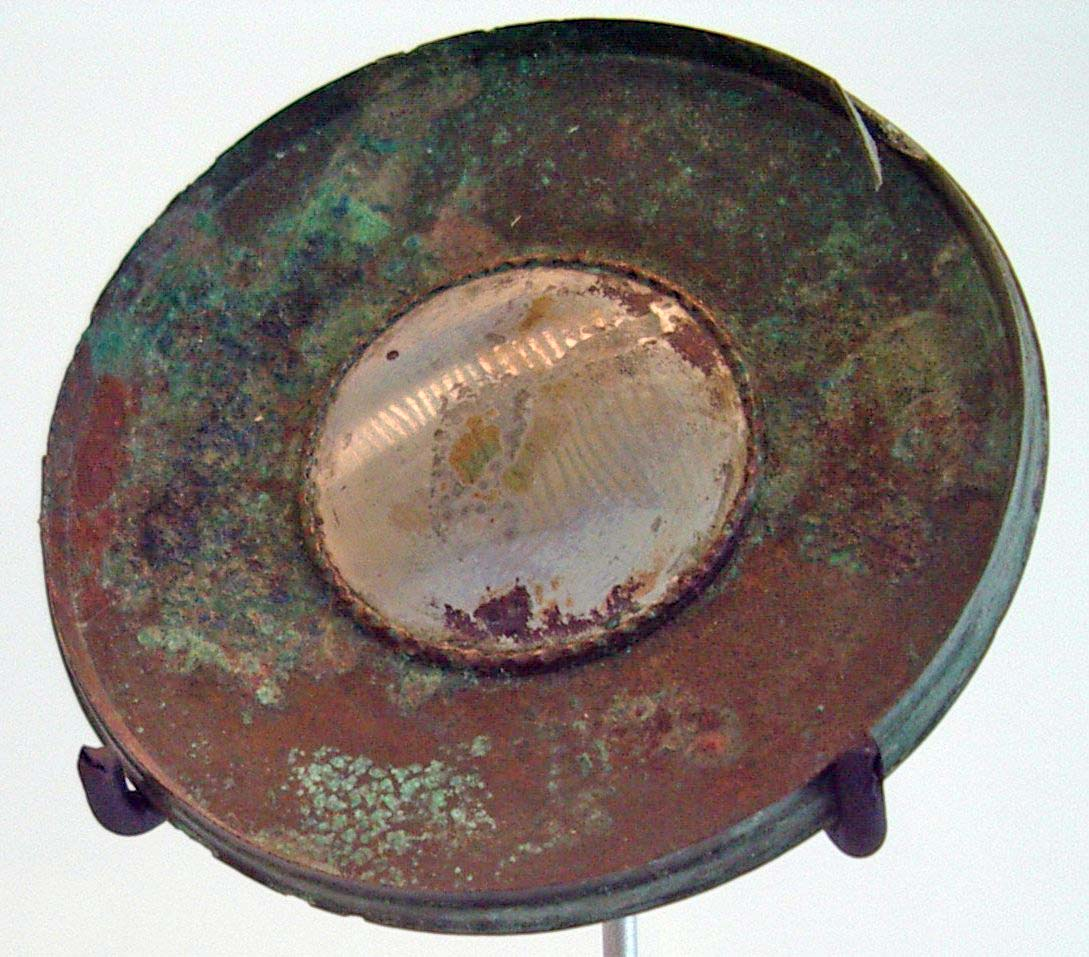
Römischer Glasspiegel aus dem 2. Jahrhundert v. Chr.

Die Spiegelweissagung war bereits in der Antike bekannt und wurde wahrscheinlich auch in Tempeln ausgeübt. Frühe griechische und römische Orakelpraktiken dürften mit Erdgottheiten wie Demeter bzw. Ceres in Verbindung gestanden haben. Insbesondere bei den Etruskern war der Spiegel nachweislich ein Instrument, um die Zukunft vorherzusagen. Das Wahrsagen aus Spiegeln wird im 2. Jahrhundert n. Chr. von Pausanias ausdrücklich erwähnt. Der Orakelspiegel offenbarte dabei auch Dinge, die nicht real vor ihm anwesend waren. Allerdings scheint die Katoptromantie keine eigenständige Orakeldisziplin gewesen zu sein. Die mantische Funktion von Spiegel und Spiegelung trat in den meisten Fällen lediglich in Begleitung der Hydromantie oder der Leconomantie auf. Nur von der Orakelbefragung des römischen Kaiser Didius Julianus ist überliefert, dass ausschließlich ein Spiegel verwendet wurde. Seit der Spätantike wurden umherziehende Wahrsager, die aus allen möglichen spiegelnden Oberflächen die Zukunft vorhersagten, als specularii von lat. speculum, Spiegel bezeichnet.
Im Mittelalter und in der frühen Neuzeit war die Spiegelmantik weit verbreitet. Bereits der bedeutende englische Theologe Johannes von Salisbury (1115–1180) beklagte sich über die Wahrsagerei aus polierten und spiegelnden Kesseln, Bechern, Gläsern und Spiegeln. Maßgebend für die Weissagung war dabei der Umstand, ob das Bild des reflektierten Gegenstandes klar und deutlich oder verzerrt und unscharf aussah. So tauchte man z. B. einen Spiegel unter Wasser und ließ einen Kranken hineinblicken, um ein Urteil über den Ausgang der Krankheit zu erhalten. War das Bild des Kranken deutlich zu erkennen, so konnte mit baldiger Genesung gerechnet werden. War das Spiegelbild verzerrt, so galt dies als schlechtes Vorzeichen. Im Mittelalter gab es auch besondere Spiegelschauer, die mit sogenannten Berg- oder Erdspiegeln verborgene Schätze aufspüren wollten. Oftmals ließ man bei der Spiegelweissagung Kinder in den Spiegel schauen. Angeblich soll auch die französische Königin Katharina von Medici ihren Spiegel über die künftigen Regenten Frankreichs befragt haben.